# Spirorbula crispans
Spirorbula crispans är en ringmaskart som beskrevs av Chiplonkar och Tapaswi 1973. Spirorbula crispans ingår i släktet Spirorbula och familjen Serpulidae. Inga underarter finns listade i Catalogue of Life.